# Gia đình × Điệp viên Mã: Trắng
Gia đình × Điệp viên Mã: Trắng (劇場版 SPY×FAMILY CODE: White (Kịch trường bản SPY×FAMILY CODE: White) Gekijō-ban Supai Famirī Kōdo: Howaito, n.đ. 'Bản điện ảnh Điệp viên x Gia đình Mật mã: Trắng'), gọi tắt là SPY×FAMILY CODE: White là một tác phẩm anime điện ảnh hài hành động gián điệp năm 2023 của Nhật Bản do Katagiri Takashi đạo diễn từ kịch bản của Ōkouchi Ichirō và do Wit Studio và CloverWorks sản xuất. Bộ phim dựa trên bộ truyện tranh shōnen Spy × Family của Endo Tatsuya và bộ phim truyền hình anime chuyển thể cùng tên.
Bộ phim được phát hành tại các rạp ở Nhật Bản vào ngày 22 tháng 12 năm 2023. Dàn diễn viên lồng tiếng của bản truyền hình cũng sẽ đảm nhận vai trò của họ tại bộ phim này.

## Nội dung
Học viện Eden sẽ tổ chức cuộc thi nấu ăn vào thứ hai tuần sau với giám khảo là hiệu trưởng học viện, Anya hứng thú với cuộc thi này và muốn giành được sao Stella do học sinh thắng cuộc thi đợt trước cũng nhận được sao. Loid nắm được thông tin này khi đang theo dõi lớp học của Anya từ xa và quyết định cho cô bé tham gia. Ngay lúc này, anh bất ngờ được Silvia triệu tập đến Nhà An toàn D của WISE để nhận nhiệm vụ bổ sung. Loid xin hoãn chiến dịch Strix. Silvia thông báo Loid sẽ buộc phải rút khỏi chiến dịch Strix và bị thay thế bởi Depple, Thiếu tá Cục Tình báo quân sự Westalis, được lãnh đạo WISE hậu thuẫn bất chấp người đó không đủ năng lực. Loid bước ra Nhà an toàn gặp Fiona đang đi vào, anh chụp lấy nón của Fiona bị gió thổi bay. Cảnh này được Yor nhìn thấy từ xa khi đang cùng đồng nghiệp treo cờ trên nóc tòa thị chính và tưởng cả hai đang hôn nhau. Camilla sau đó tiết lộ cho Yor ba dấu hiệu của người đàn ông đang ngoại tình là đột ngột đi xa, mặc trang phục mới và bất ngờ tặng quà cho mình, điều đó khiến cô càng lo ngại mình bị thay thế bởi người phụ nữ khác. Trở về nhà, Anya kể về cuộc thi nấu ăn sắp diễn ra trên trường. Sau khi tìm hiểu thông tin của trường Eden từ trước, Loid quyết định đưa cả gia đình đến vùng tuyết Frigis là nơi phát xuất món bánh Meremere mà hiệu trưởng yêu thích. Quyết định đó khiến Yor ngờ ngợ ra dấu hiệu đầu tiên mà Camilla nhắc đến.
Hôm sau, gia đình Forger lên đường đến Frigis bằng tàu hỏa. Anya tưởng chừng có được chuyến đi chơi thú vị, nhưng vẫn bị Loid bắt học bài trên tàu, nên cô phải lẻn ra ngoài cùng với Bond. Khi bước vào nhà vệ sinh, Anya nhìn thấy chiếc chìa khóa bị ai đó để quên trên bồn rửa. Trong khi đó, Loid cảm thấy không dễ chịu với bộ áo mới  khiến Yor ngờ ra dấu hiệu thứ hai mà Camilla nhắc đến. Theo như những gì mà Bond nhìn thấy trước, Anya lấy chiếc chìa khóa mà chạy xuống toa hành lý trong sự phấn kích của mình. Ở toa hành lý, Anya nhìn thấy chiếc vali và mở ra bên trong có chiếc rương nhỏ cùng một viên sôcôla trong đó. Anya vừa cầm viên kẹo lên thì nghe thấy có người bước vào trong, cô hốt hoảng đến mức vô ý để viên sôcôla đó rơi vào miệng. Khi hai người đàn ông bước vào thì thấy hành lý của họ đã bị cạy mở và bị mất viên sôcôla rồi họ phát hiện Anya và Bond đang bước ra khỏi toa nên đã phải đuổi theo. Anya chạy về toa của mình nhưng đến cửa nối toa hành khách thì bị khóa trái không mở được nên hai người đàn ông đó kịp đuổi theo, đúng lúc đó Yor phá được cánh cửa rồi mở ra. Anya nói mẹ là hai người đó muốn bắt cóc mình, Yor liền lao ra đánh họ túi bụi đến bất tỉnh.
Một lúc sau gia đình Forger đặt chân đến Frigis, Loid dẫn cả nhà đi đến nhà hàng "Rubbles & Bonds" có ưu tiên cho gia đình mà anh đã đặt chỗ trước. Trong khi đó, hai người đàn ông ấy người đầy thương tích bước ra từ toa hành lý và hốt hoảng đi báo chỉ huy của mình, thực ra họ chính là hai quân nhân Dmitri và Luca. Tại nhà hàng, cả gia đình Forger thưởng thức mọi đặc sản của vùng Frigis, đặc biệt là Meremere là chiếc bánh cuối cùng trong ngày của nhà hàng. Khi bánh Meremere vừa đưa ra cho gia đình Forger thì Snidel, đại tá thuộc Trung đoàn tình báo quân đội, bước vào nhà hàng rồi xem thường quy định ở đây mà ra lệnh gọi tất cả các món. Nhưng khi nghe hết bánh Meremere thì ông nổi cơn thịnh nộ, vừa nhìn thấy meremere trên bàn của nhà Forger thì ra lệnh qua đó lấy cho mình mà không đếm xỉa đến sự ấm ức của Anya. Để lấy lại bánh cho con, Loid chấp nhận thách đấu với Snidel bằng cách xác định loại đường trong 3 chiếc bánh. Cả hai đều viết chính xác tất cả loại đường nhưng Snidel lại nêu thêm chi tiết định lượng của từng loại nữa nên cả nhà Forger bị mất chiếc bánh Meremere của mình. Loid hẹn ngày mai trở lại nhưng đầu bếp nói phải chờ đến đúng ngày thứ 2, ngày Anya thi nấu ăn, mới có đủ nguyên liệu để làm meremere, nên anh phải xin thành phần làm bánh này để tự ra chợ mua.
Ngoài khu chợ trời của Frigis, trong khi tìm mua nguyên liệu, Loid có mua thỏi son môi mới cho Yor. Gần như nhận ra đủ ba dấu hiệu nghi ngờ Loid ngoại tình với Fiona, Yor liền chạy vào nhà vệ sinh. Trong khi đó, Anya và Loid đã kiếm được hầu hết nguyên liệu làm bánh, nhất là lấy được siro cam nhờ nắm thóp được mánh khóe gian lận của gian hàng trò chơi bắn súng. Loid tìm thấy Yor tại quầy rượu rồi cả hai cùng uống rượu trong khi Anya đang chơi tàu hoả mini. Yor liền nhấp một mạch mấy ly đến khi say khướt rồi quay sang trách móc Loid không còn yêu thương mình và tra hỏi lý do anh ngoại tình, nhưng giữa chừng thì ngủ thiếp đi vì say. Anya nhìn thấy cảnh này tưởng cả hai đang tán tỉnh nhau. Khi tỉnh lại, Yor hốt hoảng nhận sai do mình quá say. Lo sợ nguy cơ bố mẹ mình ly dị như Becky cảnh báo, Anya muốn cùng chơi đu quay, nhưng cô lại không vào đu quay mà đẩy Loid và Yor vào trong để cho cả hai tâm sự. Tại đây, Loid nói ra những gì Yor thấy chỉ là người đi ngang qua hỏi đường, đồng thời anh cố gắng hàn gắn lại mối quan hệ của mình với cô. Nhưng khi Loid vừa nhắc lại lời thề hứa của hai, Yor xấu hổ mà tát anh văng ra khỏi ca bin và may mắn tiếp đất an toàn khiến Anya tưởng bố mẹ mình đang tán tỉnh nhau một cách thô bạo. Do giờ đã muộn, Yor và Anya trở về khách sạn trước trong khi Loid đi tìm nguyên liệu cuối cùng là rượu anh đào nhưng vì đó là hàng hiếm nên anh tìm khắp cả Frigis vẫn không thấy. Trong khi đó, hai mẹ con ở khách sạn chơi đùa với nhau cho đến khi Anya ngủ thiếp đi vì mệt.
Snidel lên phi hạm để chuẩn bị cho chiến dịch quân sự của riêng mình ở nước Cộng hòa Albo thì Dmitri là Luca báo cáo tấm vi phim được giấu trong viên sôcôla bị ăn mất. Trong khi đó, WISE cũng nhắm đến tấm vi phim đó vì nó có chứa mối nguy hại đến nền hòa bình Đông - Tây. Sylvia thông báo cho các điệp viên khác về tấm vi phim và chỉ định một người đến Firgis thông báo cho Loid thu hồi nó. Fiona tự ý nhận nhiệm vụ này mà phớt lờ sự can ngăn từ Sylvia.
Cuối cùng, Loid phải gọi Franky ngày mai đem chai rượu anh đào qua cho mình rồi trở về khách sạn. Loid ngỏ ý sẽ mượn xe đi sang thị trấn lân cận để tìm nguyên liệu, Anya chợt thức giấc nghe được và muốn đi theo nhưng anh bắt cô phải ngủ sớm nên cô và Bond buồn bã vào phòng ngủ. Ở ngoài phòng, sau khi nghe Yor nhắc lại cảm xúc của Anya trong suốt chuyến đi và thuyết phục cho Anya thức khuya mà đi theo mình, Loid thay đổi quyết định của mình. Lát sau, Fiona cải trang thành nhân viên khách sạn đến thông báo cho Loid nhiệm vụ khẩn cấp của WISE liên quan đến tấm vi phim. Trong phòng ngủ, Anya đọc được suy nghĩ của Bond và biết được cửa hàng ở quảng trường gần khách sạn có bán rượu anh đào mà mình cần tìm. Nhưng vì không muốn để lộ khả năng của mình nên cô lẻn ra ngoài mua. Khi Loid và Fiona đang bàn kế hoạch thực hiện nhiệm vụ thì Yor chạy ra báo Anya và Bond đã biến mất và có để lại tờ giấy, nhưng khi mở ra thì không ai đọc được gì.
Ngoài phố, cả quân đội lùng sục cả thị trấn để truy tìm Anya, trong khi cô cùng Bond bước ra từ cửa hàng cùng chai rượu anh đào trên tay mà không ai hay biết. Dọc đường trở về, Anya bị phát hiện rồi bị Dmitri và Luca bắt, Bond lao ra tấn công chống trả thì bị đánh ngất. Loid và Yor chạy đến nơi thì chỉ thấy Bond, chú chó đưa cho anh huy hiệu Lực lượng tình báo quân đội bị xé ra từ quân phục của Dmitri do Bond cắn phải tay hắn để bảo vệ Anya. Fiona đi theo thối thúc Loid lấy tấm vi phim, và anh nhờ cô hỗ trợ mình. Loid nhận ra Anya đã nuốt phải tấm vi phim đó, anh trở lại nhà ga lấy chiếc máy bay quân sự cũ đang trưng bày để khởi động. Trong khi đó Fiona đột nhập trạm điều hành bay để hỗ trợ Loid cất cánh vả điều hướng đến phi hạm của Snidel, anh liền bay đến phi hạm mà không biết Yor đã chui vào trong máy bay từ lúc nào. Trên phi hạm, Anya bị giải đến Snidel rồi bị tra hỏi về tấm vi phim, cô hốt hoảng vì biết được bí mật từ viên sôcôla mình nuốt phải, nhưng khi nhắc đến việc đại tiện thì cô từ chối. Snidel ra lệnh Dmitri và Luca canh chừng Anya cho đến khi tấm vi phim được thải ra. Anya lo sợ bản thân sẽ bị thủ tiêu sau khi đại tiện nên cố mà nhịn, thậm chí còn đấu tranh với lời khuyên trút bỏ nỗi buồn từ "Thần Ị" trong trí tưởng tượng. Snidel mất kiên nhẫn vì sự kháng cự của Anya nên ra lệnh mổ sống cô để lấy tấm vi phim ra. Loid bay đến xin được hạ cánh xuống phi hạm thì Snidel ra lệnh bắn hạ, thậm chí tên lửa đạn đạo cũng được lấy ra sử dụng. Tình thế khiến anh buộc phải lao thẳng máy bay vào phi hạm mà chui vào trong. Yor từ máy bay chui ra cũng bị nhắm bắn nên cô phải lao ra đánh hạ một tên lính khi hắn vừa rút chốt lựu đạn khiến một góc phi hạm phát nổ rồi bốc cháy, còn cô chui vào trong bằng lối đó, khiến Snidel phải phái Type F ra xử lý. Anya bị đè ra mổ sống nhưng lợi dụng phi hạm bị rung lắc mà chạy thoát ra ngoài hành lang, Dmitri và Luca liền đuổi theo. Cô bị truy đuổi đến mức chạy vào một căn buồng và may mắn đó là một nhà vệ sinh nên cô trút nỗi buồn ngay trong đó, nhưng khi vừa bước ra ngoài thì bị Dmitri và Luca phục sẵn tóm được mà giải về cho Snidel. Dù vậy nhưng Snidel vẫn nghi ngờ tấm vi phim vẫn chưa được thải ra nên ra lệnh trói nhốt Anya xuống buồng nghỉ dưới boong chỉ huy để chờ mổ sống, đồng thời Dmitri và Luca cũng nhận lệnh chui xuống bể phốt của phi hạm để tìm tấm phim đó.
Yor đi dọc theo hành lang gặp các binh lính đang hối hả dập lửa, cô hạ gục họ rồi tiếp tục tìm Anya. Khi đến khoang giữa của phi hạm thì Yor đụng độ Type F và cả hai giao chiến ở đó. Còn Loid thì đã hạ gục một tên trung sĩ rồi cải trang thành tên ấy, dọc đường đến buồng chỉ huy, anh gặp Dmitri và Luca từ buồng chỉ huy bước ra thế là anh liền hạ gục họ rồi đi vào trong. Loid nhìn xung quanh không thấy Anya nên tính rời khỏi để tránh nghi ngờ. Anya bị trói ở dưới dùng đầu đập vào đường ống để phát ra tiếng động, Loid truy tìm ra được chỗ cô bé bị nhốt. Nhưng khi vừa tới gần cửa thì anh bị Snidel phát hiện và cả đội bắn xối xả vào anh. Snidel dùng lựu đạn khí độc để giết chết Loid, Anya vùng vẫy bung đứt dây trói rồi va vào bảng điều khiển làm mở tất cả cửa sổ của boong chỉ huy cho khí độc bay ra ngoài. Loid lợi dụng mọi thứ hỗn loạn cải trang thành Snidel, cả binh lính không dám khai hỏa vì sợ bắn nhầm chỉ huy thật. Anh tận dụng lớp mặt nạ giả này mà đánh giáp lá cà với Snidel thật cho đến khi đánh bại được ông ta. Về phần Yor thì cô dùng son môi mà Loid mua tặng để dẫn lửa vào cơ thể chứa đầy đạn của Type F mới có thể tiêu diệt được hắn. Loid trong bộ dạng Snidel yêu cầu toàn bộ binh lính rời khỏi phi hạm để tiếp tục đến Albo mà đem theo Snidel thật, còn mình đi xuống buồng nghỉ đưa Anya lên. Chai rượu anh đào từ trong túi đeo của Anya rơi ra, Loid hiểu được lý do cô bỏ ra ngoài, Yor cũng đúng lúc nhảy xuống boong chỉ huy. Anya kể hết mọi chuyện vừa xảy ra rồi bị bố mẹ mắng vì tự ý lấy đồ của người khác. Khi cả nhà Forger chuẩn vị thoát thân thì cũng là lúc phi hạm đang lao xuống thị trấn Frigis. Cả nhà cố gắng bẻ lái phi hạm tránh va vào toà thị chính, chuyển hướng ra khỏi thị trấn mà lao thẳng xuống hồ. Khi mọi chuyện được êm xuôi, bỗng Loid phát hiện ra tấm vi phim vẫn còn mắc kẹt giữa kẽ răng của Anya, nên đã lấy nó ra khỏi miệng cô. Cả nhà vui vẻ cười cùng nhau khi ánh bình minh đang ló rạng. Vụ việc xảy ra hôm đó được WISE nhanh chóng xử lý và tung tin đó là sự cố tai nạn khi đang diễn tập quân sự.
Loid nhanh chóng trở về Berlint ngay trong buổi sáng, gửi chai rượu có gắn kèm tấm vi phim cho Sylvia. Cô thông báo Loid vẫn tiếp tục thực hiện chiến dịch Strix như ban đầu, nguyên do là Depple đã bị phát hiện đang ngoại tình khiến cho Tổng cục hủy bỏ việc thay đổi nhân sự cho chiến dịch. Sau đó, Loid quay lại Frigis gặp lại gia đình mình đang vui chơi ở công viên. Rồi cả nhà Forger trở về Berlint. Ngày thứ hai, các học sinh trường Eden chuẩn bị cuộc thi nấu ăn. Anya lợi dụng món bánh Meremere vừa để dự thi vừa làm một phần chiến dịch kết thân của mình với Damian nhưng cô bị cậu chế nhạo và khinh thường. Lát sau, bếp lò trong phòng học bỗng phát nổ khiến cuộc thi nấu ăn bị hoãn lại và vì lịch trình của hiệu trưởng nên giám khảo chính được chuyển qua cho hiệu phó. Biết được món ăn yêu thích của hiệu phó là pudding dâu, Loid quyết định sẽ đưa cả nhà đi xuống vùng biển phía Nam trong kỳ nghỉ tới, Bond liền nghĩ đến cả gia đình Forger đang tận hưởng kỳ nghỉ ở bãi biển.
Trong phần cảnh hậu danh đề, Franky đã đem chai rượu anh đào mà anh mất công tìm mua được đến Frigis, đứng chờ Loid ở trước nhà ga ngay giữa trời tuyết rơi lạnh giá, trong khi cả gia đình Forger đã trở về Berlint từ lâu.

## Diễn viên lồng tiếng
| Nhân vật         | Tiếng Nhật        | Tiếng Việt            |
| ---------------- | ----------------- | --------------------- |
| Loid Forger      | Takuya Eguchi     | Lê Nguyễn Tuấn Anh    |
| Anya Forger      | Atsumi Tanezaki   | Cao Thụy Thanh Hồng   |
| Yor Forger       | Saori Hayami      | Nguyễn Vũ Minh Chuyên |
| Bond Forger      | Kenichirō Matsuda | Nguyễn Anh Tuấn       |
| Người dẫn truyện | Kenichirō Matsuda | Trần Vũ               |
| Sylvia Sherwood  | Yūko Kaida        | Võ Huyền Chi          |
| Fiona Frost      | Ayane Sakura      | Phạm Hồ Thanh Lộc     |
| Franky Franklin  | Hiroyuki Yoshino  | Nguyễn Anh Tuấn       |
| Yuri Briar       | Kensho Ono        | Đặng Hoàng Khuyết     |
| Henry Henderson  | Kazuhiro Yamaji   | Đặng Hoàng Khuyết     |
| Damian Desmond   | Natsumi Fujiwara  | Phạm Hồ Thanh Lộc     |
| Becky Blackbell  | Emiri Katō        | Võ Huyền Chi          |
| Snidel           | Banjō Ginga       | Huỳnh Thiện Trung     |
| Type F           | Shunsuke Takeuchi | Nguyễn Anh Tuấn       |
| Dmitri           | Tomoya Nakamura   | Nguyễn Quang Tuyên    |
| Luca             | Kento Kaku        | Huỳnh Gia Khánh       |

## Sản xuất
Phim được công bố tại sự kiện Jump Festa 2023 vào tháng 12 năm 2022 với sự giám sát đến từ Tatsuya Endo. Trong buổi giới thiệu tại sự kiện AnimeJapan 2023 vào ngày 25 tháng 3 năm 2023, có thông báo rằng bộ phim sẽ mang tựa đề Spy × Family Code: White, và sẽ do Takashi Katagiri đạo diễn, Ichirō Ōkouchi viết kịch bản và Wit Studio và CloverWorks sản xuất. Vào ngày 12 tháng 9 năm 2023, có thông báo rằng Tomoya Nakamura và Kento Kaku sẽ tham gia vào dàn diễn viên với vai hai nhân vật phản diện gốc trong phim tên là Dmitri và Luka. Vào ngày 22 tháng 9 năm 2023, có thông báo rằng Banjō Ginga và Shunsuke Takeuchi đã được chọn vào vai hai nhân vật phản diện khác là Snidel và Type F.
Vào ngày 30 tháng 10 năm 2023, trang mạng xã hội của bộ anime đã phát hành một đoạn giới thiệu phim khác, trong đó công bố "Soulsoup" của Official Hige Dandism là bài hát chủ đề của bộ phim. Vào ngày công chiếu, họ cũng đã tiết lộ bài hát "Why" (光の跡 Hikari no Ato, n.đ. "Vệt sáng"), do Hoshino Gen trình bày, được sử dụng làm bài hát chủ đề kết thúc.

## Tiếp thị
Vào ngày 2 tháng 7 năm 2023, đơn vị phân phối thông báo bộ phim sẽ có dự án hợp tác với Street Fighter 6. Một hình ảnh minh họa do họa sĩ minh họa và nhà thiết kế Chisato Mita của Capcom vẽ cũng đã được tiết lộ, kèm theo lời hứa sẽ cung cấp thêm thông tin trong tương lai. Vào ngày 4 tháng 12 năm 2023, trang mạng xã hội của Capcom đã phát hành đoạn video hoạt hình ngắn về nhân vật Chun-Li của Street Fighter 6 và Yor Forger đang đấu tay đôi trên sân khấu Suval'hal Arena. Phần hoạt họa được thực hiện bởi Wit Studio, với Shunsuke Aoki thực hiện hoạt ảnh chính và Kyōji Asano phụ trách kịch bản phân cảnh và thiết kế nhân vật. Đoạn video cũng tiết lộ rằng các vật phẩm của sự kiện hợp tác này trong trò chơi sẽ được phát hành vào ngày 9 tháng 1 năm 2024.
Vào ngày 10 tháng 7 năm 2023, một dự án hợp tác khác với bộ phim Nhiệm vụ: Bất khả thi – Nghiệp báo phần 1 đã được công bố. Một tấm áp phích minh họa nhại lại các nhân vật chính của anime thay thế dàn diễn viên Nhiệm vụ: Bất khả thi đã được phát hành cùng với một thông báo, cũng như video highlight cho Nghiệp báo Phần 1 do diễn viên lồng tiếng Code: White thuật lại. Vào ngày 19 tháng 9 năm 2023, dự án hợp tác với bộ phim Wish được công bố. Một hình áp phích minh họa được cover lại có Anya và Bond Forger đối lập với áp phích phát hành tại rạp ở Nhật Bản của bộ phim Wish và một video giới thiệu kết hợp cũng được phát hành cùng ngày.

## Phát hành
Phim được phát hành tại các rạp ở Nhật Bản vào ngày 22 tháng 12 năm 2023. Sau đó có thông báo rằng buổi công chiếu đầu tiên sẽ diễn ra vào lúc nửa đêm tại 9 rạp chiếu tại 5 thành phố. Vào ngày 9 tháng 1 năm 2024, có thông báo rằng 9 rạp chiếu phim ở Tokyo, Kanagawa, Osaka, Nagasaki và Okinawa sẽ chiếu phiên bản phụ đề tiếng Anh của bộ phim vào ngày 19 tháng 1.
Crunchyroll đã có bản quyền của bộ phim và sẽ phát hành nó ở các khu vực Bắc Mỹ, Châu Mỹ Latinh, Úc/New Zealand và một số quốc gia có chọn lọc ở Châu Âu (Áo, Benelux, Pháp, Đức, Ý, Bắc Âu, Bồ Đào Nha, Tây Ban Nha và Thụy Sĩ) vào năm 2024, với ngôn ngữ tiếng Anh bao gồm các phiên bản là phụ đề và lồng tiếng. SMG Holdings, một công ty phân phối phim của Hàn Quốc thông báo rằng họ sẽ phát hành bộ phim tại Hàn Quốc vào tháng 3 năm 2024. Nhà phân phối phim tại Đông Nam Á là Encore Films cũng đồng thời thông báo họ đã cấp phép cho chiếu phim tại Singapore nhưng không tiết lộ ngày phát hành. CGV Cinemas, chuỗi rạp chiếu phim và công ty cấp phép chiếu phim tại Việt Nam thông báo rằng phim sẽ được chiếu tại Việt Nam vào ngày 10 tháng 2 năm 2024, ngày đầu tiên của kỳ nghỉ Tết Nguyên Đán. Nhiều người xem tại Việt Nam phàn nàn vì tác phẩm có nhiều suất chiếu giữa trưa và đêm. Ngày 11 tháng 2, CGV Cinemas đã bổ sung một số suất chiếu đẹp hơn cho bộ phim. Trả lời VietnamPlus, nhà rạp khẳng định "sắp xếp suất chiếu theo tiềm năng các phim", sau đó "sẽ cân bằng, điều chỉnh lượng suất chiếu những ngày kế tiếp cho phù hợp".
Bản chuyển thể thành tiểu thuyết của bộ phim cùng tên được xuất bản vào ngày 22 tháng 12 năm 2023, cùng ngày ra mắt phim. Nó được viết bởi Aya Yajima, người cũng đã viết cho một cuốn tiểu thuyết Spy × Family khác là "Spy × Family: Bức chân dung gia đình". Cuốn tiểu thuyết dựa trên cốt truyện của bộ phim do Ichirō Ōkouchi viết kịch bản.
Cuốn booklet được in với số lượng giới hạn mang tên Spy × Family Code: White Film File sẽ được phát hành độc quyền cho khán giả xem phim tại buổi công chiếu sớm ở Nhật Bản. Bên trong cuốn sách bao gồm một manga gốc dài 8 trang được thực hiện bởi tác giả gốc của bộ truyện, Tatsuya Endo; các cuộc phỏng vấn với Endo, nhân viên và diễn viên lồng tiếng cùng với bìa cũng do Endo vẽ. Số lượng in được giới hạn ở 4 triệu bản. Cùng với thông báo này, người ta cũng thông báo buổi công chiếu sớm của ngày chiếu sẽ diễn ra vào lúc nửa đêm, khi đó họ sẽ bắt đầu phân phát tập sách.

## Đón nhận

### Doanh thu phòng vé
Bộ phim đã nhận được đánh giá tích cực từ giới phê bình ở Nhật Bản. Bộ phim đã bán được 866.436 vé và thu về 1,224 tỷ yên trong ba ngày đầu tiên (từ thứ Sáu, ngày 22 tháng 12 đến Chủ Nhật, ngày 24 tháng 12), giúp phim giành được vị trí đầu tiên trên bảng xếp hạng phòng vé Nhật Bản. Trang mạng xã hội của bộ phim cũng đưa tin rằng tỷ lệ hài lòng của khán giả là 93,6%. Vào ngày cuối cùng của tuần thứ hai, bộ phim vẫn giữ được vị trí số 1 khi bán được khoảng 585.000 vé và thu về 800 triệu yên, nâng tổng số vé bán ra lên 2,08 triệu, tổng doanh thu tích lũy là 2,8 tỷ yên. Tính đến thứ Hai, ngày 8 tháng 1, trung tuần thứ ba, bộ phim vẫn giữ vị trí đầu tiên trong bảng xếp hạng doanh thu phòng vé và đã bán được 3,29 triệu vé với tổng doanh thu tích lũy là 4,41 tỷ yên.